# 9691 Zwaan
9691 Zwaan este un asteroid din centura principală de asteroizi.

## Descriere
9691 Zwaan este un asteroid din centura principală de asteroizi. A fost descoperit pe 24 septembrie 1960 la Observatorul Palomar de Cornelis Johannes van Houten, Ingrid van Houten-Groeneveld și Tom Gehrels. Asteroidul prezintă o orbită caracterizată de o semiaxă mare de 2,61 ua, o excentricitate de 0,20 și o înclinație de 3,3° în raport cu ecliptica.